# Nuestra Señora de Banneux
Las apariciones marianas de la Virgen de Banneux o Virgen de los Pobres, sucedieron en 1933 a Mariette Beco, en la localidad de Banneux, provincia de Lieja, en Bélgica.

## Historia de las apariciones
Mariette Beco, nativa de Banneux, reportó en la década de 1930 ocho apariciones de la Bienaventurada Virgen María, entre el 15 de enero de 1933 y el 2 de marzo del mismo año. Ella señaló que vio a una mujer vestida de blanco, que declaró que ella era la Virgen de los Pobres y le dijo:
Creed en mí, yo creeré en vosotros.
En una visión, la Virgen pidió a Mariette reservar  agua de una pequeña fuente y después declaró que la fuente curaría a los enfermos.
Después de las apariciones, muchos peregrinos han acudido al lugar. Hoy brotan alrededor de 2000 galones de agua al día y se han notificado numerosas sanaciones milagrosas.
Después de las apariciones, Mariette Beco decidió tener una vida privada y familiar reservada. Una pequeña capilla se erigió donde la Virgen solicitó que se construyera.

## Reconocimiento de las apariciones
Las apariciones de la Virgen de los Pobres fueron sujetas a una investigación oficial por parte de la Iglesia católica durante los años 1935-1937. Se formó una comisión episcopal, y las evidencias que se reunieron se llevaron a Roma para su análisis. En mayo de 1942, el obispo Kerkhofs de Lieja, anunció la aprobación de las apariciones. Una aprobación preliminar de las apariciones fue dada en 1947 por la Santa Sede; la misma fue declarada definitiva en 1949.